# デカナール
デカナール（英: Decanal）は、化学式C10H20Oで表される鎖状有機化合物。アルデヒドの一種で、デシルアルデヒドとも呼ばれる。消防法に定める第4類危険物 第3石油類に該当する。

## 用途
オクタナールとともに柑橘類など果実の香りの重要な要素であり、ソバの香りの要素でもある.。グレープフルーツやレモングラスの精油に含まれるが、産業的にはデカノールより製造され、果実の香料や香水に使用される。 